# Ненад Ерић
Ненад Ерић (каз. Ненад Эрич; Пожега, 26. мај 1982) је бивши српско-казахстански фудбалски голман.

## Клупска каријера
Професионалну каријеру је почео у Слоги из Пожеге, за коју је наступао од 1999. до 2002. године. Потом је прешао у крагујевачки Раднички, да би исте године постао члан ОФК Београда чији је играч био до 2007. године. У том периоду је био на позајмицама у клубовима Биг Бул, Мачва и Борац. Од 2007. до 2008. је био члан чачанског Борца, чији је тренер био Миодраг Божовић. После Борца одлази у Русију и потписује уговор са Сибиром из Новосибирска чији је члан био до 2009. године. За Сибир није много наступао већ је послат на позајмицу у Динамо из Барнаула. Из Русије одлази у Казахстан и 2010. године прелази у Каират са којим потписује једногодишњи уговор, а потом 2011. постаје члан Астане. У Астани је остао до краја каријере 2021. године.

## Репрезентативна каријера
Добио је 13. јуна 2014. године држављанство Казахстана. За репрезентацију Казахстана је дебитовао 18. фебруара 2015. у пријатељској утакмици против Молдавије, која је завршена резултатом 1:1.

## Приватни живот
Ненад Ерић је рођен 26. маја 1982. године у Пожеги. Фудбал је почео да игра са девет година. Потиче из спортске породице, његов отац и брат су играли рукомет. Омиљени хоби му је пецање. Ожењен је Маријом, са којом има ћерку Доротеју.

## Трофеји
Астана
- Премијер лига Казахстана (6) : 2014, 2015, 2016, 2017, 2018, 2019.
- Куп Казахстана (2) : 2012, 2016.
- Суперкуп Казахстана (5) : 2011, 2015, 2018, 2019, 2020.